# Bad Nauheim
Bad Nauheim település Németországban, Hessen tartományban. Lakosainak száma 33 809 fő (2023. december 31.).

## Népesség
A település népességének változása:
| Lakosok száma | 30 291 | 32 102 | 32 163 | 32 493 | 32 777 | 33 445 | 33 809 |
|               | 2010   | 2017   | 2019   | 2020   | 2021   | 2022   | 2023   |